# Tchu-lou
Tchu-lou je zvláštní druh hliněných obydlí, typický pro čínské etnikum Hakka. Nejznámější jsou domy tchu-lou v provincii Fu-ťien, které byly pro svou historickou hodnotu v roce 2008 zařazeny na seznam světového dědictví UNESCO.
Domy tchu-lou mají nejčastěji čtvercový nebo kruhový půdorys a mohou být vzájemně propojené. Domy se silnými zdmi z dusané hlíny jsou stavěné jako pevnosti, aby chránily své obyvatele. Venkovní stěny jsou strohé, otevřené jen vstupem v přízemí a okny pod střechou. Kolem vnitřního nádvoří obíhají v jednotlivých patrech pavlače, z nichž vedou vstupy do jednotlivých bytů. 
Největší budovy mohly sloužit k bydlení až 600 lidem z 80 rodin. Obývaná byla původně jen vyšší patra, zatímco v přízemí byly umístěny kuchyně, sklady i stáje.

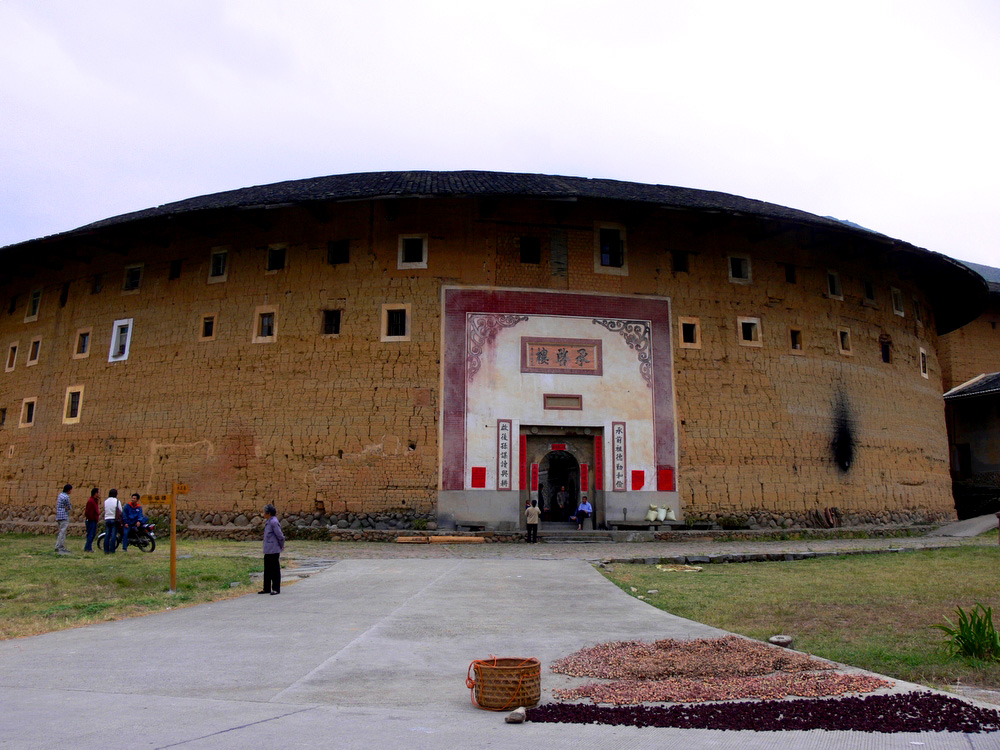
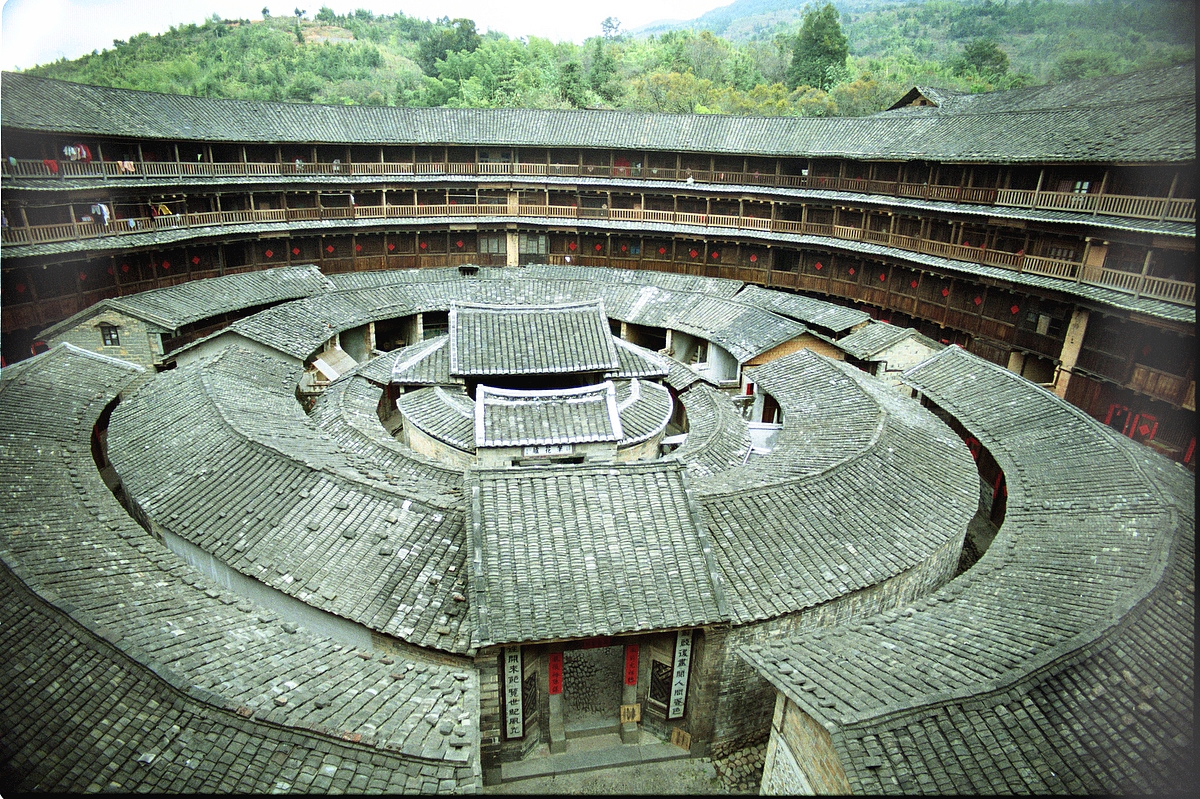
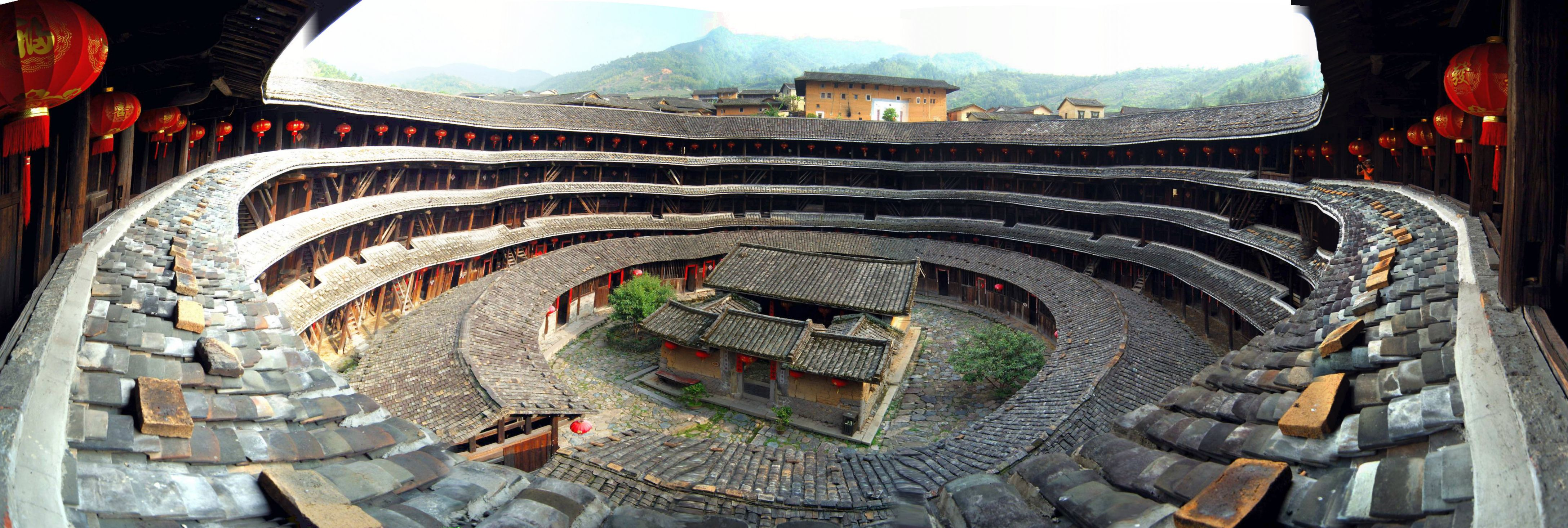
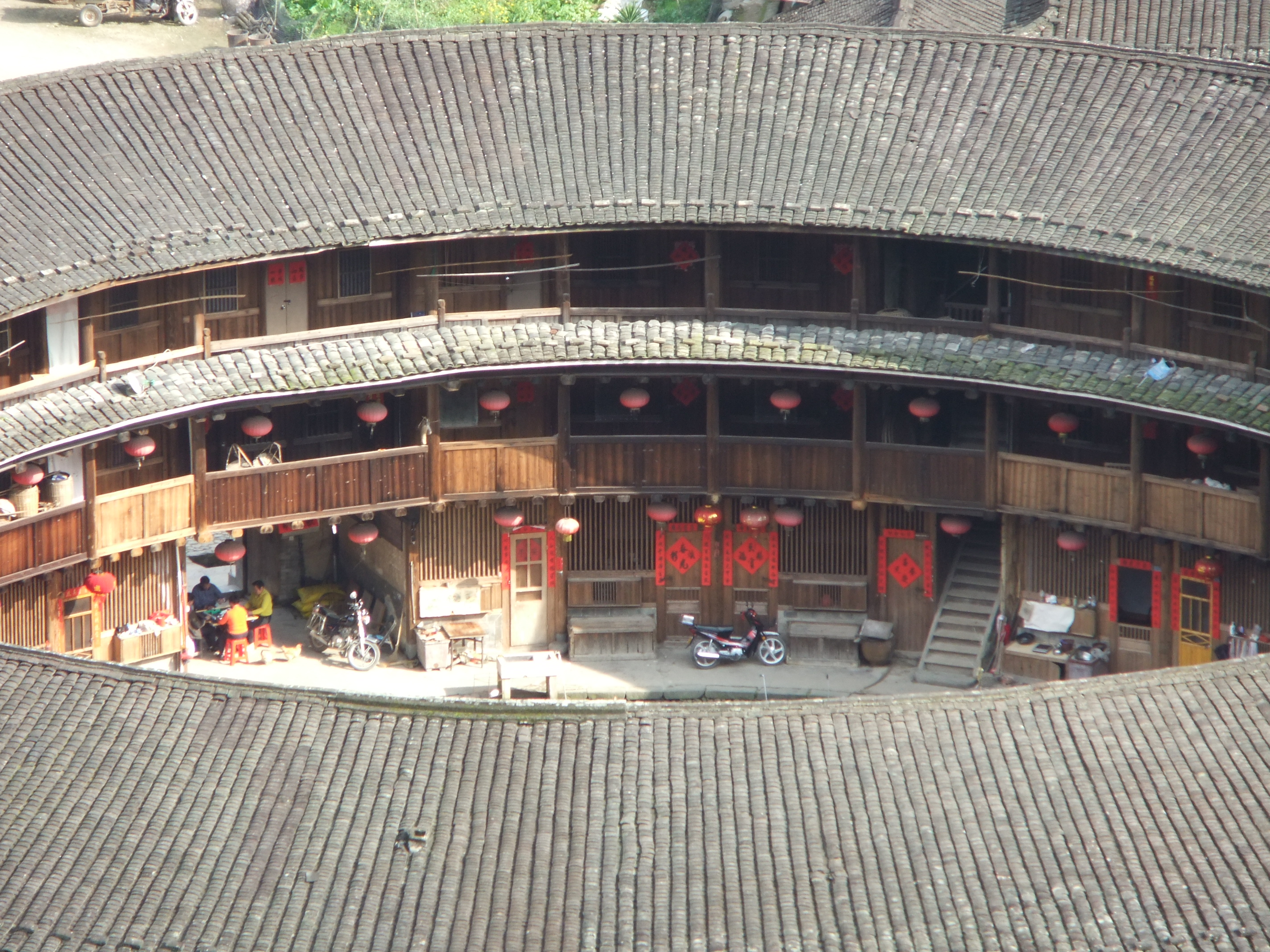
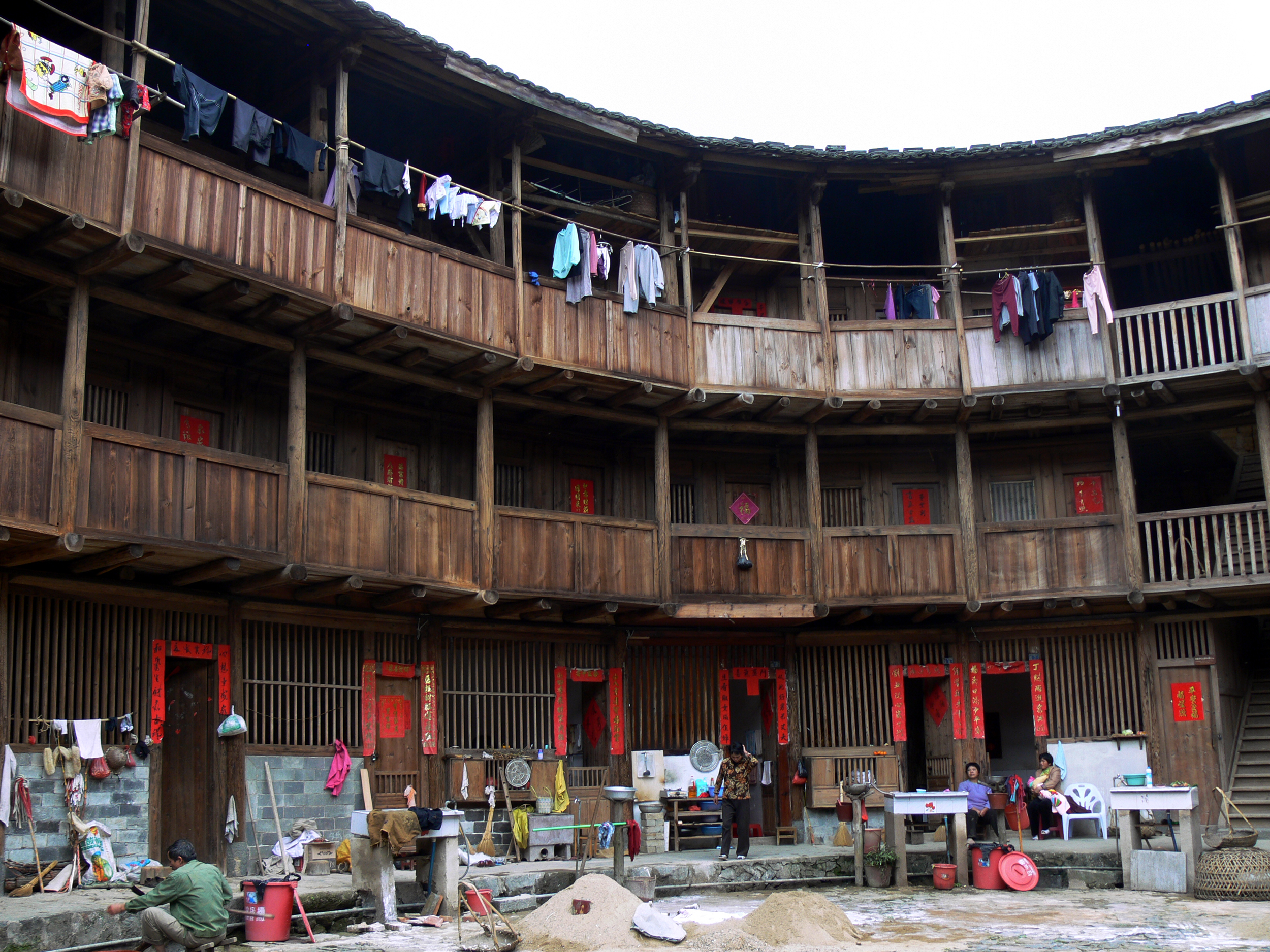